# The Swinging Blue Jeans
The Swinging Blue Jeans is een Britse popgroep, oorspronkelijk uit Liverpool. De groep had in 1964 drie hits: Hippy Hippy Shake, Good Golly Miss Molly en You’re No Good. Na 1964 kwam ze nooit meer terug in de hitparade. De band bestaat nog steeds, maar het laatste lid van de originele band, Ray Ennis, is in mei 2010 vertrokken.

## Carrière
In 1957 stichtte Ray Ennis een skifflegroep, The Bluegenes. Een van de leden van het eerste uur was Norman Kuhlke, die toen het wasbord bespeelde. Ralph Ellis en Les Braid kwamen er later bij. Vanaf 1960 noemden ze zich The Swinging Bluegenes. In 1962 trad de groep op in de Star-Club in Hamburg. Ze werden uitgejouwd. Toen besloten ze over te stappen op een ander genre.
Norman Kuhlke verwisselde zijn wasbord voor een drumstel, Les Braid zijn contrabas voor een basgitaar, Ray Ennis en Ralph Ellis hun akoestische gitaren voor elektrische, en de groep ging rock-'n-roll spelen. Banjospeler Paul Moss vertrok en er bleven vier leden over. Ze veranderden hun naam in Swinging Blue Jeans. Op het toneel droegen ze mouwloze leren jasjes en natuurlijk blauwe spijkerbroeken. Toen de Merseybeat opkwam, werden de Swinging Blue Jeans daar wel door beïnvloed, maar hun muziek bleef aanzienlijk dichter bij de originele rock-’n-roll dan die van collega-groepen uit Liverpool als The Beatles, The Searchers, Gerry & the Pacemakers en The Merseybeats.
De volgende jaren werden een drukke tijd voor de groep met veel optredens in zalen en voor de televisie, vaak samen met hun collega’s uit Liverpool. Ze traden ook vaak buiten Engeland op. Ze maakten ook platen. Afgezien van hun eerste single, It’s Too Late Now, die in Engeland de 30e plaats haalde, hadden ze drie hits:
- Hippy Hippy Shake (1963): in 1964 nummer 2 in Engeland, nummer 24 in de VS en nummer 5 in Nederland.[2] Het nummer was in 1959 geschreven en voor het eerst op de plaat gezet door de Amerikaan Chan Romero.
- Good Golly Miss Molly (1964): nummer 11 in Engeland, nummer 43 in de VS, nummer 6 in Nederland.[2] Het nummer was in 1958 voor het eerst opgenomen door Little Richard.
- You’re No Good (1964): nummer 3 in Engeland, nummer 97 in de VS, in Nederland niet in de top-veertig. Het was geschreven door Clint Ballard Jr. en eerder op de plaat gezet door Betty Everett. Linda Ronstadt maakte er in 1975 een nog grotere hit van.

Verdere hits bleven uit; alleen Don't Make Me Over balanceerde met een 31e plaats op de rand van de Engelse top-dertig. Het gevolg was dat de groep minder vaak gevraagd werd voor optredens. De leden van de groep bleken niet in staat een tweede maal de muzikale bakens te verzetten nu hun muziek uit de mode raakte. Ze zochten het in naamswijzigingen. Achtereenvolgens heetten ze Ray Ennis and The Blue Jeans, The Blue Jeans en Music Motor. Uiteindelijk koos de groep weer voor de oude naam en nam ze genoegen met optredens in het nostalgiecircuit. Les Braid en Ray Ennis bleven de constante factor in de groep; de twee andere plaatsen wisselden nogal eens. Les Braid bleef lid van de groep tot zijn dood in 2005. Ray Ennis stopte ermee na een toer die eindigde in Liverpool, de bakermat van de groep, op 30 mei 2010.

## Samenstelling
In de meest succesvolle tijd was de samenstelling:
- Ray Ennis, zang en gitaar
- Ralph Ellis, gitaar
- Les Braid, basgitaar en keyboards
- Norman Kuhlke, drums

Les Braid (voluit: William Leslie Braid) is in 2005 overleden. Van de andere mensen die deel hebben uitgemaakt van The Swinging Blue Jeans is de bekendste Terry Sylvester (zang, gitaar), die in 1966 overkwam uit The Escorts, een andere groep uit Liverpool, om Ralph Ellis te vervangen. In 1969 vertrok hij weer om Graham Nash bij The Hollies te vervangen. Andere oud-leden zijn:
- John E. Carter, zang en gitaar
- Colin Manley, gitaar (eerder bij The Remo Four)
- John Ryan, drums (eerder bij Liverpool Express)
- Bruce McCaskill, zang en gitaar
- Mike Gregory, zang en gitaar (eerder bij The Escorts)
- Kenny Goodlass, drums (eerder bij The Escorts)
- Mick McCann, drums
- Phil Thompson, drums (sinds 1983; hij vertrok tegelijk met Ray Ennis)
- Hedley Vick, gitaar

De huidige samenstelling is:
- Alan Lovell, zang en gitaar (eerder bij The New Vaudeville Band)
- Jeff Bannister, zang en keyboards
- Peter Oakman, zang en basgitaar
- Graham Hollingworth, drums

## Discografie (uitsluitend jaren zestig)

### Singles
- juni 1963: It’s Too Late Now / Think of Me
- september 1963: Do You Know / Angie
- december 1963: Hippy Hippy Shake / Now I Must Go
- maart 1964: Good Golly Miss Molly / Shaking Feeling
- mei 1964: You’re No Good / Don’t You Worry About Me
- augustus 1964: Promise You’ll Tell Her / It’s So Right
- december 1964: It Isn’t There / One of These Days
- april 1965: Make Me Know You’re Mine / I’ve Got a Girl
- oktober 1965: Crazy ’Bout My Baby / Good Lovin’
- januari 1966: Don’t Make Me Over / What Can I Do Today
- juni 1966: Sandy / I’m Gonna Have You
- november 1966: Rumours Gossip Words Untrue / Now the Summer’s Gone
- juni 1967: Tremblin’[3] / Something’s Coming Along
- augustus 1967: Don’t Go out into the Rain / One Woman Man
- juni 1968: What Have They Done to Hazel / Now That You’ve Got Me (You Don’t Seem to Want Me) (als Ray Ennis and The Blue Jeans)
- april 1969: Hey Mrs Housewife / Sandfly (als The Blue Jeans)
- januari 1970: Happy / Where Am I Going (als Music Motor)

| Single met eventuele hitnotering(en) in de Nederlandse Top 40 | Datum van verschijnen | Datum van binnenkomst | Hoogste positie | Aantal weken | Opmerkingen |
| ------------------------------------------------------------- | --------------------- | --------------------- | --------------- | ------------ | ----------- |
| Tijd voor Teenagers Top 10                                    |                       |                       |                 |              |             |
| Hippy hippy shake                                             | 12-1963               | 29-2-1964             | 5               | 5            |             |
| Good golly Miss Molly                                         | 3-1964                | 18-4-1964             | 6               | 4            |             |

### Ep's
- mei 1964: Shake:
  - Hippy Hippy Shake, Shakin' All Over, Shake Rattle and Roll, Shaking Feeling
- augustus 1964: You’re No Good Miss Molly:
  - You’re No Good, Don’t You Worry About Me, Good Golly Miss Molly, Angie

### LP’s
- april 1964: Hippy Hippy Shake (in de VS en Canada; deze lp haalde de 90e plaats in de Billboard 200):
  - Hippy Hippy Shake, Good Golly Miss Molly, Save the Last Dance for Me, Angie, Shake Rattle and Roll, It’s Too Late Now, Think of Me, Do You Know, Shakin' All Over, Now I Must Go, Wasting Time, Shaking Feeling
- oktober 1964: Blue Jeans a’ Swinging:[4]
  - Ol’ Man Mose, Save the Last Dance for Me, That’s the Way It Goes, Around and Around, It’s All Over Now, Long Tall Sally, Lawdy Miss Clawdy, Some Sweet Day, It’s So Right, Don’t It Make You Feel Good, All I Want Is You, Tutti Frutti
- 1965: The Swinging Blue Jeans Live aus dem Cascade Beat Club in Köln (uitgebracht in Duitsland):
  - Kansas City, Johnny B. Goode, Tutti Frutti, Eight Days a Week, Chug-a-Lug, I’ve Got a Girl, King of the Road, Long Tall Sally, Good Golly Miss Molly, In the Mood, Das ist Prima (Shaking Feeling in het Duits)
- juni 1966: Don’t Make Me Over (alleen uitgebracht in Canada):
  - I’m Gonna Sit Right Down and Cry, Gotta Draw the Line, I’m Gonna Have You, I Don’t Believe It, Nobody But Me, You Don’t Love Me, I Want Love, Jump Back, Chug-a-Lug, This Boy, Do You Believe in Magic, Don’t Make Me Over

### Verzamel-cd’s
Het onderstaande lijstje is slechts een selectie uit de verzamel-cd’s met nummers uit de jaren zestig, zonder de pretentie van volledigheid.
- 1993: Hippy Hippy Shake: The Definitive Collection:
  - It’s Too Late Now, Do You Know, Hippy Hippy Shake, Now I Must Go, Good Golly Miss Molly, Shakin' All Over, You’ve Got Love, Shaking Feeling, You’re No Good, Don’t You Worry About Me, Promise You’ll Tell Her, It Isn’t There, Get Rid of Her, It’s True, What Can I Do Today, Don’t Make Me Over, Sandy, Nobody But Me, Now the Summer’s Gone, Rumours, Gossip, Words Untrue, Gotta Draw the Line, Tremblin’, Something’s Coming Along, Don’t Go out into the Rain, What Have They Done to Hazel, Now That You’ve Got Me (You Don’t Seem to Want Me)
- 1998: The Swinging Blue Jeans at Abbey Road 1963-1967:
  - Ol’ Man Mose, It’s Too Late Now, Hippy Hippy Shake, Good Golly Miss Molly, Shaking Feeling, Shakin' All Over, Shake Rattle and Roll, You’re No Good, Don’t You Worry About Me, Promise You’ll Tell Her, It’s So Right, Tutti Frutti, It Isn’t There, Make Me Know You’re Mine, Crazy ’Bout My Baby, Good Lovin’, Don’t Make Me Over, What Can I Do Today, I’m Gonna Sit Right Down and Cry, Sandy, I’m Gonna Have You, You Don’t Love Me, Do You Believe in Magic, This Boy, It’s in Her Kiss, Rumours, Gossip, Words Untrue, Tremblin’, Don’t Go Out Into The Rain
- 1998: 25 Greatest Hits:
  - Hippy Hippy Shake, It’s Too Late Now, Three Little Fishes, Good Golly Miss Molly, Lawdy Miss Clawdy, Long Tall Sally, Shakin' All Over, Tutti Frutti, Don’t Make Me Over, Crazy ’Bout My Baby, Shake Rattle and Roll, Don’t You Worry About Me, I’ve Got a Girl, You’re No Good, Angie, I’m Gonna Sit Right Down and Cry, It’s All Over Now, Make Me Know You’re Mine, Promise You’ll Tell Her, That’s the Way It Goes, Do You Know, Now the Summer’s Gone, It Isn’t There, Tremblin’, Shaking Feeling
- 2000: Best of the 60's:
  - It’s Too Late Now, Do You Know, Hippy Hippy Shake, Now I Must Go, Good Golly Miss Molly, Shaking Feeling, You’re No Good, Shake Rattle and Roll, Lawdy Miss Clawdy, Long Tall Sally, Shakin' All Over, Promise You’ll Tell Her, Tutti Frutti, It Isn’t There, Make Me Know You’re Mine, Ready Teddy, Don’t Make Me Over, Save the Last Dance for Me
- 2008: Good Golly, Miss Molly! The EMI Years 1963-1969:[5]
  - Ol’ Man Mose, It’s Too Late Now, Three Little Fishes, Think Of Me, It’s Too Late Now, Angie, Do You Know, Hippy Hippy Shake, Now I Must Go, Dizzy Miss Lizzy, Wasting Time, Long Tall Sally, Good Golly Miss Molly, Shakin' All Over, Shake Rattle and Roll, Shaking Feeling, Don’t You Worry About Me, You’re No Good, Good Golly Miss Molly (in het Duits), Das ist Prima (Shaking Feeling in het Duits), Promise You’ll Tell Her, That’s The Way It Goes, It’s So Right, Tutti Frutti, You Got Love, Some Sweet Day, Dizzy Chimes, Save the Last Dance for Me, It’s All Over Now, Ol’ Man Mose, Lawdy Miss Clawdy, Don’t It Make You Feel Good, Around and Around, All I Want Is You, It Isn’t There, One of These Days, Tutti Frutti (in het Duits), Das ist vorbei (One of These Days in het Duits), Make Me Know You’re Mine, I’ve Got a Girl, Get Rid of Her, It’s True, Lovey Dovey, What Can I Do Today, Don’t Make Me Over, Crazy ’Bout My Baby, Good Lovin’, Ready Teddy, I’m Gonna Sit Right Down and Cry, Gotta Draw The Line, I’m Gonna Have You, I Don’t Believe It, Nobody But Me, You Don’t Love Me, Do You Believe in Magic, I Want Love, Jump Back, Chug-a-Lug, This Boy, Sandy, Now That You’ve Got Me (You Don’t Seem to Want Me), It’s in Her Kiss, You’d Better Stop, Our Day Will Come, I Wanna Be There, Now the Summer’s Gone, Anyway, You’re Welcome to My Heart, Rumours, Gossip, Words Untrue, I Made a Mistake, Master John, Gotta Draw the Line, It’s Alright, Something’s Coming Along, Tremblin’, One Woman Man, Don’t Go out into the Rain, Painting the Day, What Have They Done to Hazel, Now That You’ve Got Me (You Don't Seem to Want Me), Hey Mrs Housewife, Sandfly, Big City, Summer Comes Sunday, Hippy Hippy Shake, Ol’ Man Mose, Save the Last Dance for Me, That’s the Way It Goes, Around and Around, It’s All Over Now, Long Tall Sally, Lawdy Miss Clawdy, Some Sweet Day, It’s So Right, Don’t It Make You Feel Good, All I Want Is You, Tutti Frutti, Make Me Know You’re Mine, I’ve Got a Girl, Lovey Dovey, Ready Teddy, Gotta Draw the Line, I Don’t Believe It, Nobody But Me, Do You Believe in Magic, Jump Back, Chug-a-Lug, This Boy, Sandy, Now That You’ve Got Me (You Don’t Seem to Want Me), It’s in Her Kiss, I Wanna Be There, Now the Summer’s Gone, Anyway, You’re Welcome to My Heart, Something’s Coming Along, Tremblin’, One Woman Man
- 2009: The Very Best of The Swinging Blue Jeans:
  - It’s Too Late Now, Do You Know, Hippy Hippy Shake, Good Golly Miss Molly, You’re No Good, Promise You’ll Tell Her, It Isn’t There, Make Me Know You’re Mine, Crazy ’Bout My Baby, Don’t Make Me Over, Sandy, Rumours, Gossip, Words Untrue, Tremblin’, Don’t Go out into the Rain, What Have They Done to Hazel, Long Tall Sally, Sandfly, Shakin' All Over, Shake Rattle and Roll, Shaking Feeling, Tutti Frutti, Lawdy Miss Clawdy, Angie, Three Little Fishes, I’m Gonna Sit Right Down and Cry, It’s in Her Kiss, Save the Last Dance for Me

### NPO Radio 2 Top 2000
Van The Swinging Blue Jeans stond alleen Hippy hippy shake in 1999 in de NPO Radio 2 Top 2000, op plek 1644.